# Hôtel du Marquis de Riestra
L'hôtel particulier du Marquis de Riestra est un édifice éclectique avec des éléments art nouveau de la fin du XIXe siècle situé 30 rue Michelena à Pontevedra, Espagne. C'est actuellement le siège principal de la mairie de Pontevedra.

## Histoire
L'hôtel particulier a été construit pour Francisco Antonio Riestra Vallaure à partir de l'achat de plusieurs terrains dans les années 1860 dans la rue Michelena, où il a fait construire quatorze bâtiments,. Son fils et marquis de Riestra, José Riestra López, y a établi le siège de sa Banque Riestra et une résidence privée,. Son remaniement avec sa façade caractéristique en briques rose-orange a été achevé en 1900.
Le marquis de Riestra est mort dans son hôtel particulier du 30, rue Michelena, le 17 janvier 1923, au petit matin, après être sorti en voiture la veille dans l'après-midi pour se rendre à A Caeira. En 1925, des galeries en bois ont été ajoutées au troisième étage. Les quatre fils vivants du marquis de Riestra ont vécu dans l'hôtel particulier avec leurs familles, chacun occupant l'un des trois étages (deux d'entre eux au troisième étage). En 1931, la famille Riestra a perdu la holding de son père au profit de l'homme d'affaires Pedro Barrié de la Maza.
Le 19 juillet 1932, l'édifice est passé aux mains de la Banque Pastor, abritant les bureaux de cette institution et de la compagnie d'électricité Fenosa, qui appartenait au même groupe. Entre les années 1970 et 1980, il a été le siège local de l'UCD, le parti du gouvernement central. Plus tard, il a été le siège des offices provinciaux de l'agriculture et du travail de la Xunta de Galice.
En 1988, la Xunta de Galice a acheté les trois étages et les combles du bâtiment à la Banque Pastor pour 80 millions de pesetas. Le 30 janvier 1990, la Direction générale du patrimoine de la Xunta de Galice a payé à la société anonyme Unión Fenosa un total de 235 millions de pesetas pour le rez-de-chaussée, le sous-sol et un petit jardin intérieur, complétant ainsi l'acquisition de l'immeuble pour les nouveaux bureaux de son Département de l'économie et des finances.
L'hotel particulier a fait l'objet d'une rénovation complète dans les années 1990. Il a été le siège du Département de l'économie et des finances de la Xunta de Galice jusqu'à son transfert dans le nouveau bâtiment administratif de Campolongo en 2008.
En 2010, la Xunta de Galice a cédé le bâtiment à la mairie de Pontevedra pour y installer ses services centraux,.
En 2022, la façade du bâtiment a fait l'objet d'une rénovation qui a fait disparaître ses briques rose-orange caractéristiques.

## Description
L'hôtel particulier a été construit dans un style éclectique avec des éléments art nouveau. Il s'agit d'un bâtiment de trois étages, avec un seul corps et un plan carré. Il présente une façade à galeries avec des arcs en fer à cheval et des encadrements sur toutes les fenêtres. Les fenêtres et la porte cochère du rez-de-chaussée sont encadrées par des arcs en plein cintre. Le rez-de-chaussée est entouré d'un soubassement en granit.
La façade est bicolore, avec de fines briques rose-orange et des tons blancs dans les galeries et les encadrements de fenêtres. Les briques, très à la mode à la fin du XIXe siècle et au début du XXe siècle sur les façades, provenaient de l'ancienne usine de briques de la Barque, tout près de A Caeira. Elles sont aussi présentes sur la façade du Bâtiment de l'École Normale de Pontevedra et des arènes de Pontevedra. Le Marqués de Riestra lui-même a fondé l'usine de poterie à A Caeira en 1895, d'où provenaient les briques,,. 
L'hôtel particulier comportait initialement un rez-de-chaussée et deux étages supérieurs, auxquels un troisième étage a été ajouté à la suite d'une extension. Sur la corniche supérieure du bâtiment se trouvent des tuiles du XIXe siècle décorées de motifs floraux.
Il possède une ancienne porte cochère remarquable, initialement conçue pour l'entrée des coches, et conserve un escalier en bois datant du début de la construction.
L'intérieur a été entièrement reconstruit, avec une destination fonctionnelle de bureaux. Le bâtiment était doté du premier ascenseur installé en Galice, qui a été transporté à La Corogne au début du XXIe siècle.

## Galerie

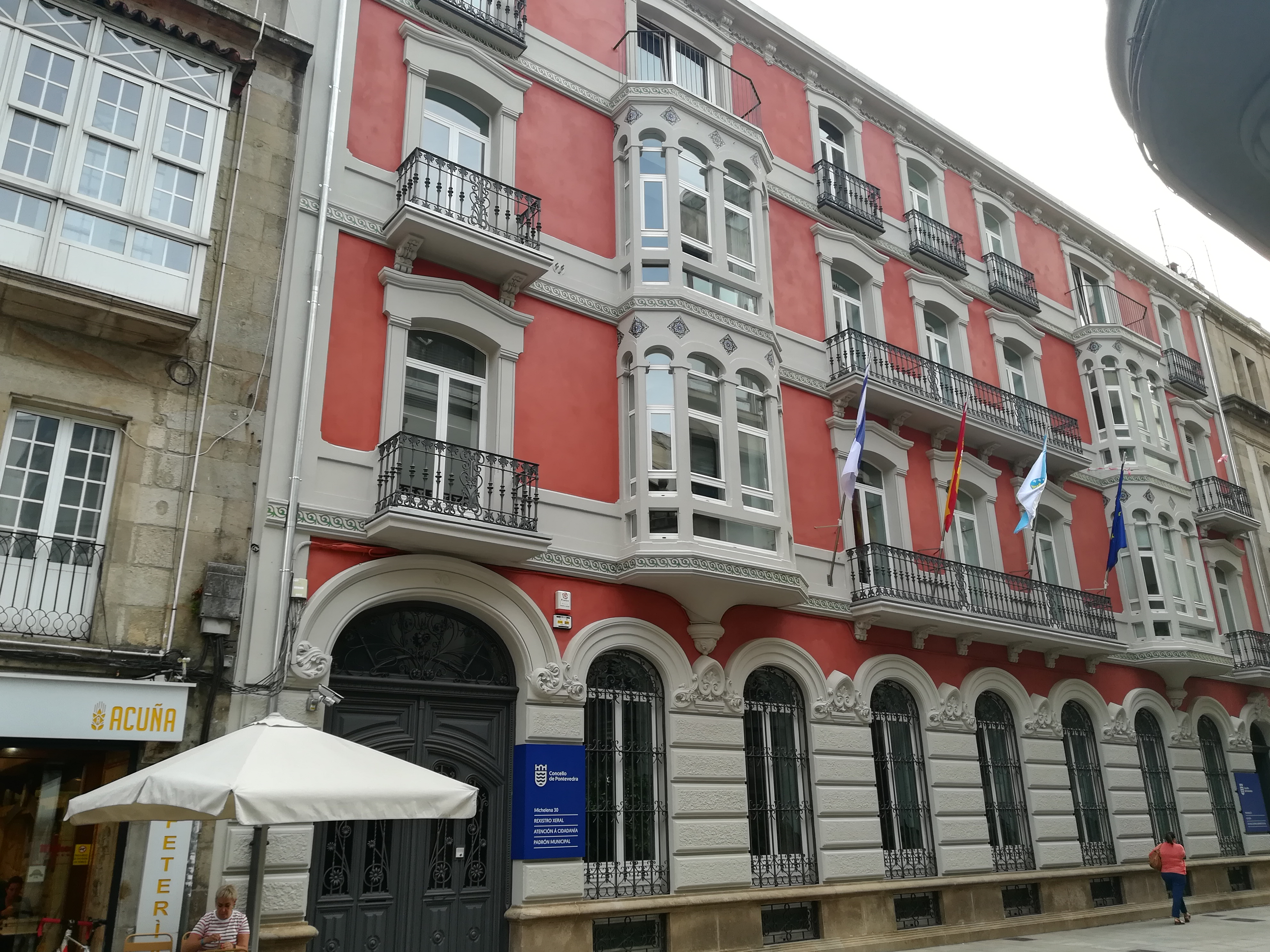
Ancienne porte cochère au premier plan
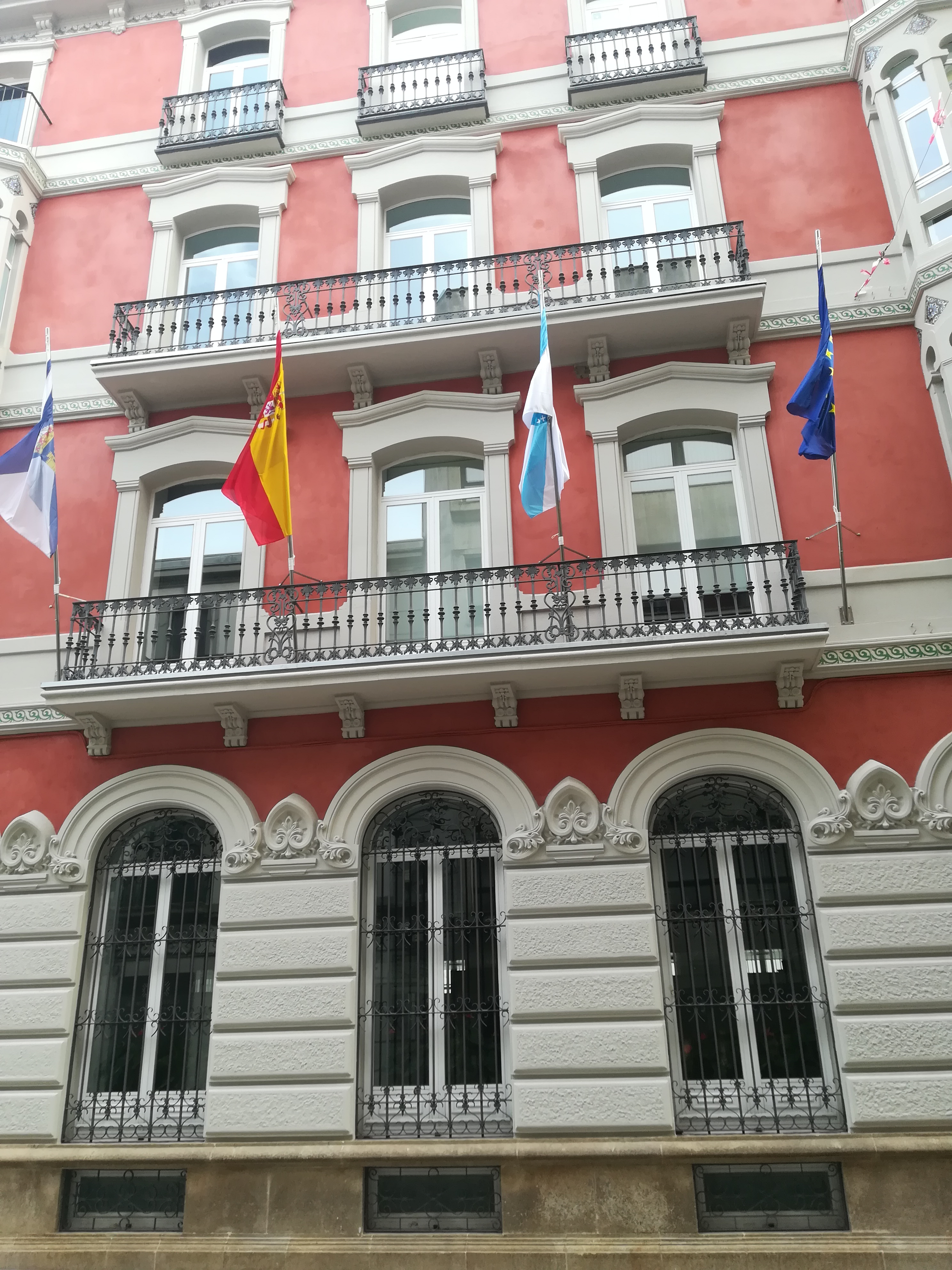
Balcons
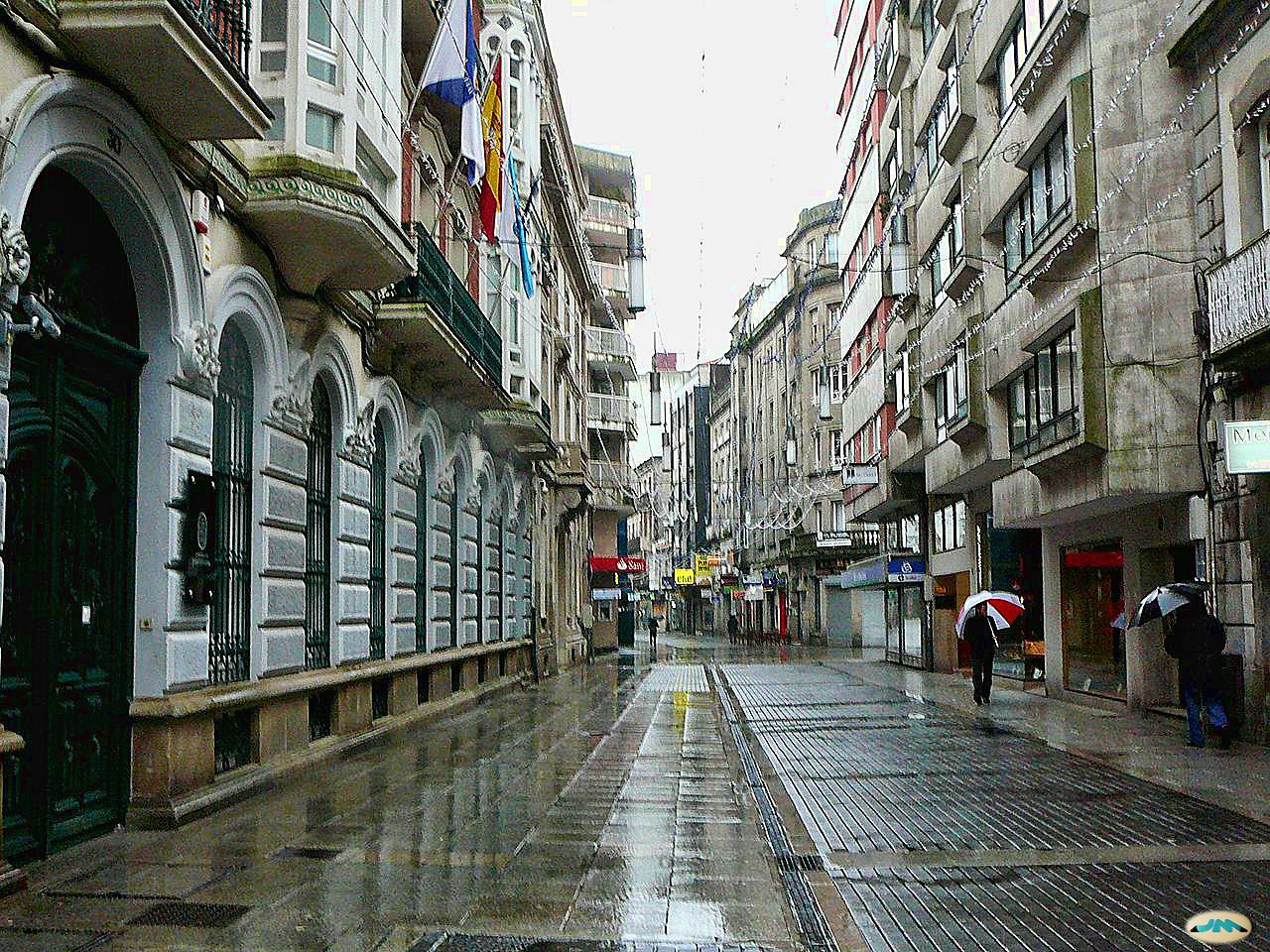
Rue Michelena
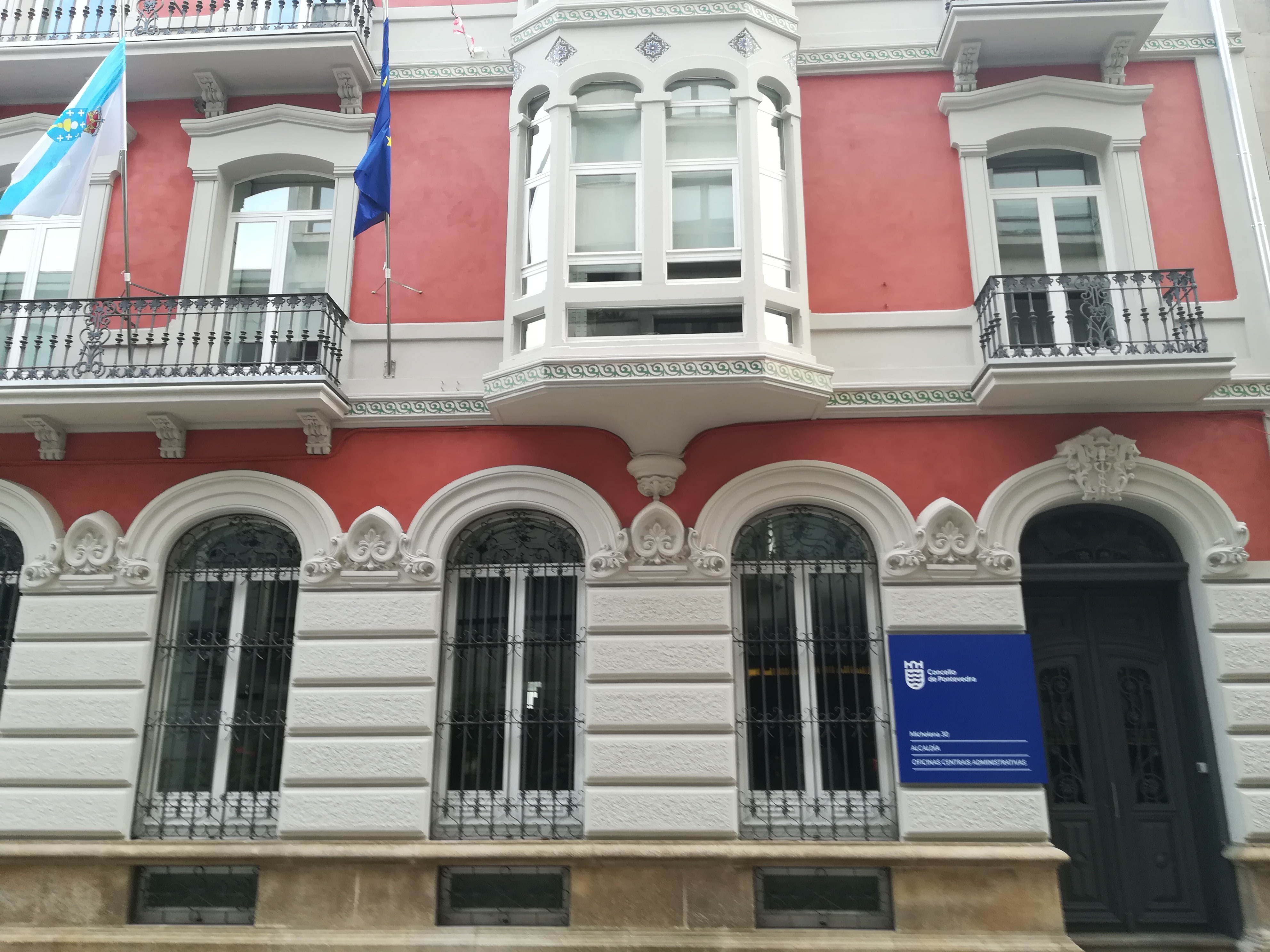
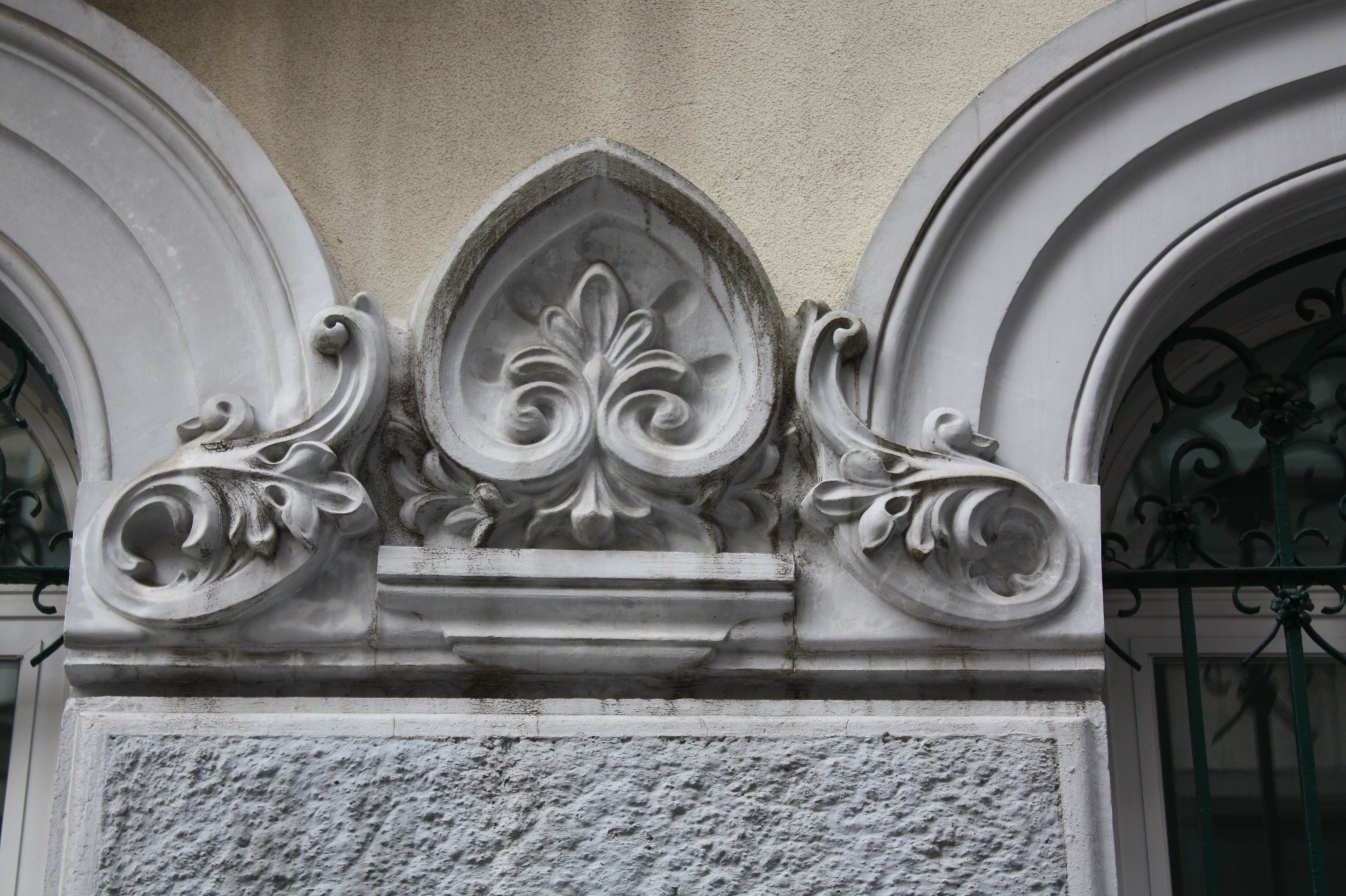
Détail art nouveau
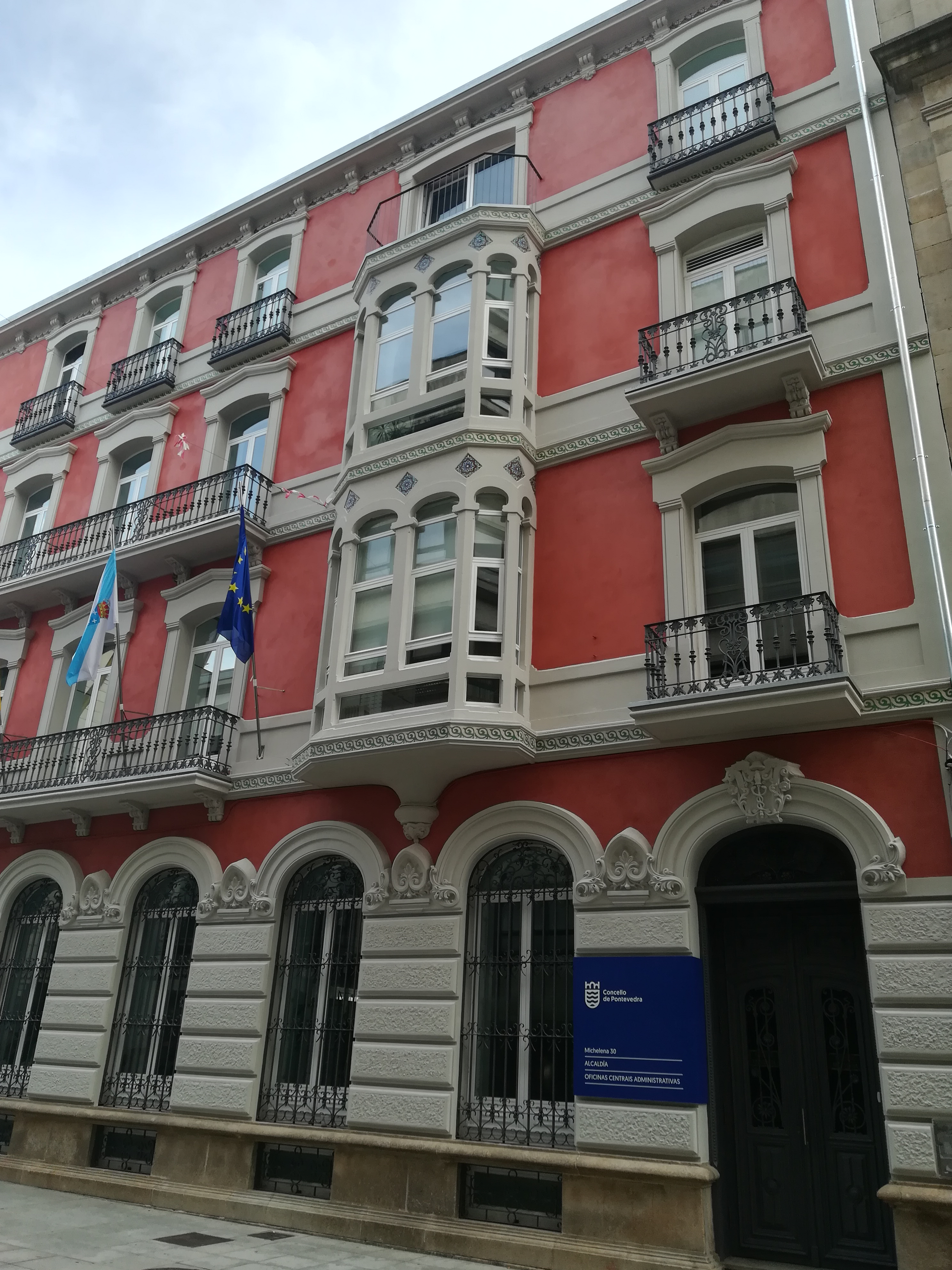